# Wayne LaPierre

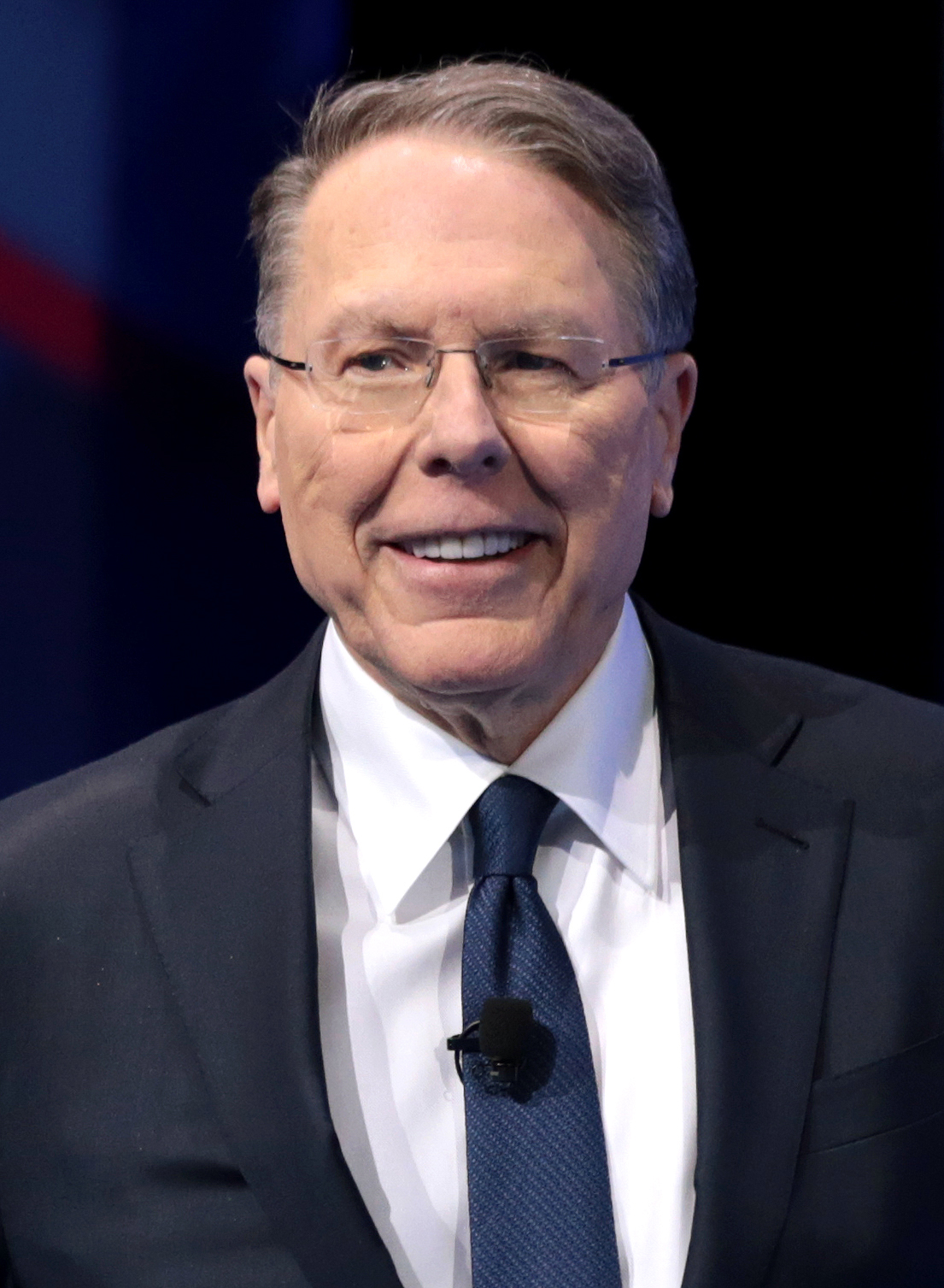
Wayne LaPierre (2011)

Wayne Robert LaPierre (* 8. November 1949 in Schenectady, New York) ist ein US-amerikanischer Waffenlobbyist und politischer Aktivist. Er wurde durch seine Tätigkeit als stellvertretender Vorsitzender und Geschäftsführer der National Rifle Association bekannt.

## Leben und Arbeit
LaPierre wurde am 8. November 1949 in Schenectady in New York geboren und wuchs ab seinem 5. Lebensjahr in Roanoke, Virginia, auf. Er besitzt einen Bachelor des Siena College in Erziehungswissenschaften und Politologie sowie einen Master im Fach American Government and Politics des Boston College.
1977 begann LaPierre für die National Rifle Association (NRA), die einflussreichste und mitgliedsstärkste Organisation zur Wahrung der Interessen von Waffenbesitzern in den Vereinigten Staaten, zu arbeiten. Nachdem er seit 1986 als Executive Director der NRA in deren Institute for Legislative Action (ILA) fungiert hatte, stieg er 1991 zum Geschäftsführer und stellvertretenden Präsidenten dieser Organisation auf. Als Executive Vice President der NRA oblag ihm die Leitung des sechsundsiebzigköpfigen Aufsichtsrates der NRA. Medienberichten zufolge erhielt LaPierre für seine Tätigkeit jährlich rund eine Million US-Dollar.
Als führendes Mitglied der NRA wirbt LaPierre öffentlich für liberale Waffengesetze und insbesondere für das Festhalten am zweiten Verfassungszusatz, der jedem US-Bürger das Recht auf privaten Waffenbesitz zusichert. Bei Wahlen – etwa den Präsidentschafts-, Gouverneurs- oder Senatswahlen – spricht er sich dementsprechend regelmäßig bei Auftritten in der Öffentlichkeit und in Pressemitteilungen gegenüber der breiten Allgemeinheit, sowie in speziellen, hirtenbriefähnlichen E-Mails und Briefen an den engeren Kreis der NRA-Mitglieder für diejenige Partei bzw. denjenigen Kandidaten aus, der seinen bzw. den Positionen der NRA am nächsten kommt. So warb er bei den Präsidentschaftswahlen 2004 gegen den demokratischen Kandidaten John Kerry unter Verweis darauf, dass dieser in seiner Eigenschaft als Senator in der Vergangenheit für Gesetzesvorlagen gestimmt habe, die ein restriktiveres Waffenrecht anstrebten.
Im Vorfeld der Präsidentschaftswahlen im Jahr 2008 sprach er sich gegen die demokratische Präsidentschaftsbewerberin Hillary Clinton aus, wobei er sich auf die seiner Meinung nach waffenfeindliche Politik der Regierung ihres Ehemanns Bill Clinton in den 1990er Jahren berief. 
Während der Präsidentschaftswahlkampfes 2011/2012 attackierte LaPierre wiederholt den Amtsinhaber Barack Obama, dem er vorwarf, ein Gegner des Rechtes auf Schusswaffenbesitz zu sein. Hinweise, dass Obama in seiner ersten Amtszeit keinerlei Verschärfung der Waffengesetze durchgeführt habe, wies LaPierre dabei – so z. B. als Redner während der CPAC-Konferenz 2012 – mit dem Verweis auf eine angebliche „heimliche Agenda“ (secret agenda) Obamas zurück: Dieser würde lediglich bis zu seiner Wiederwahl abwarten, um dann, in einer möglichen zweiten Amtszeit, wenn er sich keinem Wählervotum mehr zu stellen und keine Rücksicht auf die Zustimmung der Waffenbesitzer mehr zu nehmen brauche, Gesetze oder sonstige Maßnahmen zu implementieren, die das Recht auf Schusswaffenbesitz schrittweise erodieren würden. Insbesondere linke Kommentatoren und Komiker wie Jon Stewart nahmen diese Ausführungen zum Anlass, um LaPierre als paranoid oder von kruden Verschwörungstheorien geleitet zu verspotten.
LaPierre unterhielt gute Beziehungen zu US-Präsident Donald Trump.
Darüber hinaus schrieb LaPierre einige Bücher, in denen er für seine Positionen wirbt und Ratschläge für den verantwortlichen Umgang mit und die technische Handhabung und Wartung von Waffen erteilt. Außerdem tritt er wöchentlich als Moderator der landesweiten Fernsehsendung Crime Strike auf.
Am 5. Januar 2024, wenige Tage vor Beginn eines im Jahr 2020 durch die Staatsanwältin Letitia James eingeleiteten Prozesses gegen LaPierre wegen Veruntreuung von NRA-Geldern durch Verausgabung von hohen Beträgen für Luxusreisen, teurer Kleidung, Insiderverträge und andere Vergünstigungen für sich und seine Familie, gab dieser bekannt, dass er wegen „gesundheitlicher Bedenken“ zum Monatsende als Geschäftsführer zurücktreten werde. Am 23. Februar 2024 befand ein Geschworenengericht in New York LaPierre für schuldig, der NRA durch sein veruntreuendes Verhalten einen Schaden in Höhe von 5,4 Millionen Dollar verursacht zu haben. Daneben verurteilte das Gericht ihn und einen Mitarbeiter zur Entrichtung einer Strafzahlung in Höhe von 6,35 Millionen Dollar.

## Kritik
Als offizieller öffentlicher Vertreter und „Gesicht“ der NRA war und ist LaPierre eine umstrittene Persönlichkeit.
Ihm wird oft Angstmacherei vorgeworfen. Unter anderem solle er die Sorge schüren, dass die Demokraten ein nationales Waffenregister einführen wollten, was er als Vorstufe zu einem umfangreichen Waffenverbot sieht und als Mittel, der amerikanischen Bevölkerung die Schusswaffen wegzunehmen.
Wayne LaPierre sieht das verfassungsmäßige Recht, Waffen zu besitzen und zu tragen, als „von Gott an alle Amerikaner“ verliehenes „Geburtsrecht“.
Nachdem LaPierre im Jahr 1995 Mitglieder des Secret Service und des Bureau of Alcohol, Tobacco, Firearms and Explosives (ATF) als „jack-booted thugs“, eine Referenz auf SA-Schlägertrupps im Dritten Reich, sowie durch weitere Nazi-Vergleiche verunglimpft hatte, trat der frühere US-Präsident George H. W. Bush aus Protest gegen diese Äußerungen aus der NRA aus.
Der politische Kommentator Lawrence O’Donnell attackierte LaPierre beispielsweise in seiner Sendung The Last Word im Programm des Fernsehsenders MSNBC seit 2011 wiederholt in schärfster Weise, indem er argumentierte, dass LaPierre und Leute wie er durch ihre Lobbyarbeit überhaupt erst die Voraussetzungen geschaffen hätten, die es vielen Mördern, die zu Schusswaffen greifen, ermöglichen, andere Menschen zu töten. In der Sendung vom 24. Juli 2012 charakterisierte O’Donnell LaPierre in diesem Sinne explizit als blood-drenched lobbyist („blutgetränkten Lobbyisten“). In seiner Begründung führte er aus:

„Womöglich würde so mancher Massenmörder auch [ohne leichten Zugang zu automatischen Waffen] ein anderes Mittel gefunden haben, um reihenweise unschuldige Menschen zu töten. Aber wir werden dies niemals mit Gewissheit wissen. Und das liegt daran, dass Wayne [LaPierre] es so verteufelt leicht gemacht hat, kleine Kinder mit Schusswaffen zu töten. Dass Wayne es so verteufelt leicht gemacht hat, Väter und Mütter mit Schusswaffen zu töten; Söhne und Töchter mit Schusswaffen zu töten; Schwestern und Brüder mit Schusswaffen zu töten. Schusswaffen sind das bevorzugte Werkzeug des durchschnittlichen amerikanischen Massenmörders. Was wir niemals wissen können, ist, wie viele Massenmörder ihre Pläne erfolgreich hätten verwirklichen können, wenn Wayne es nicht durchgesetzt hätte, dass diese Menschen es so schrecklich leicht haben, an Kugeln ranzukommen? Wie viele unserer Massenmörder würden versuchen, Bomben zu basteln, wenn sie nicht an Kugeln herankämen? Und wie viele von diesen würden sich dann aus Versehen selbst in die Luft sprengen, während sie versuchen, eine Bombe zu bauen, und niemals irgendeine andere Menschenseele verletzen? Sicher eine beträchtliche Anzahl. Wie viel Mühe sind unsere amerikanischen Massenmörder bereit, auf sich zu nehmen, um zur Tat schreiten zu können? Nun, wir werden es niemals erfahren – weil Wayne LaPierre dafür sorgt, dass diese Menschen es so schrecklich, schrecklich leicht haben.“

LaPierres Stellungnahme zum amerikanischen Waffenrecht als Sprecher der National Rifle Association nach dem Amoklauf an der Sandy Hook Elementary School im Dezember 2012 löste in den USA starke Kritik aus. Darin macht er unter anderem Filme und Spiele für Gewalttätigkeiten verantwortlich:

„Und hier ist eine andere schmutzige kleine Wahrheit, bei der die Medien ihr Bestes geben, um sie zu verbergen: Es gibt in diesem Land eine gefühllose, korrupte und korrumpierende Schattenindustrie, die Gewalt gegen das eigene Volk verkauft und sät. Durch böse, gewalttätige Videospiele mit Namen wie Bulletstorm, Grand Theft Auto, Mortal Kombat und Splatterhouse. Und hier ist eines: es heißt Kindergarten Killers. Es ist seit 10 Jahren online. Wie kommt es, dass meine Forschungsabteilung es finden konnte und niemand von Ihnen es konnte oder wollte? Dann gibt es die blutgetränkten Slasher-Filme wie American Psycho und Natural Born Killers, die wie Propagandafilme ausgestrahlt werden in Endloswiederholungen an ‚Splatterdays‘ und jeden Tag gibt es tausende Musikvideos, die das Leben als Witz und Mord als einen Weg zu leben schildern. Und dann haben sie die Nerven, es ‚Unterhaltung‘ zu nennen. Aber ist das, was es wirklich ist? Ist nicht das Phantasieren darüber, seinen Kick daraus zu ziehen, Menschen zu töten, die schmutzigste Form der Pornografie?“

Michael Bloomberg konstatierte ein „beschämendes Ausweichen“ und kritisierte: „Eine paranoide Vision eines noch gefährlicheren und gewalttätigeren Amerikas, wo jeder bewaffnet und kein Ort sicher ist.“
Nach dem Schulmassaker von Parkland (17 Tote) trat LaPierre acht Tage nicht öffentlich auf, dann hielt er eine Rede auf der CPAC-Konferenz. Dabei ging er nicht auf Forderungen nach schärferen US-Waffengesetzen ein. Er forderte bewaffnetes Sicherheitspersonal in allen Schulen und machte einen Rundumschlag gegen die Mainstreammedien, die Demokratische Partei und das FBI.
Am 27. April 2021 veröffentlichten The New Yorker und die Website The Trace ein 2013 in Botswana entstandenes zehnminütiges Video, in dem LaPierre vergeblich versucht, einen afrikanischen Elefanten zu erlegen. Nach vier Schüssen, zuletzt aus nur wenigen Metern Entfernung, musste ein weiterer Schütze den Elefanten von seinem Leiden erlösen. Der afrikanische Elefant ist in Botswana seit 2014 geschützt.

## Veröffentlichungen
- Guns, Crime, and Freedom, 1994.
- Shooting Straight. Telling the Truth About Guns in America, 2002.
- Guns, Freedom, and Terrorism, 2003.
- The Global War on Your Guns, 2006.